# Bigfoot (Texas)
Bigfoot és una concentració de població designada pel cens dels Estats Units a l'estat de Texas. Segons el cens del 2000 tenia 304 habitants.

## Demografia
Segons el cens del 2000, Bigfoot tenia 304 habitants, 110 habitatges, i 91 famílies. La densitat de població era de 4,9 habitants per km².
Dels 110 habitatges en un 31,8% hi vivien nens de menys de 18 anys, en un 66,4% hi vivien parelles casades, en un 12,7% dones solteres, i en un 16,4% no eren unitats familiars. En el 14,5% dels habitatges hi vivien persones soles el 9,1% de les quals corresponia a persones de 65 anys o més que vivien soles. El nombre mitjà de persones vivint en cada habitatge era de 2,76 i el nombre mitjà de persones que vivien en cada família era de 3,01.
Per edats la població es repartia de la següent manera: un 25% tenia menys de 18 anys, un 7,6% entre 18 i 24, un 25,7% entre 25 i 44, un 29,3% de 45 a 60 i un 12,5% 65 anys o més.
L'edat mediana era de 39 anys. Per cada 100 dones de 18 o més anys hi havia 101,8 homes.
La renda mediana per habitatge era de 19.375 $ i la renda mediana per família de 17.083 $. Els homes tenien una renda mediana de 22.917 $ mentre que les dones 28.750 $. La renda per capita de la població era de 14.250 $. Aproximadament el 23,7% de les famílies i el 29,1% de la població estaven per davall del llindar de pobresa.

## Poblacions més properes
El següent diagrama mostra les poblacions més properes.